# Calamotropha endopolia
Calamotropha endopolia là một loài bướm đêm trong họ Crambidae.